# Крупин, Михаил Владимирович
Михаил Владимирович Крупин (род. 22 июня 1967, Горький) — русский писатель, поэт, сценарист и драматург, режиссер театра и кино.

## Биография
Служил в Советской армии на Дальнем Востоке (1985—1987). В 1991 году окончил радиофизический факультет Нижегородского государственного университета.
Окончил Высшие литературные курсы при Литературном институте им. А. М. Горького в 2001, в 2004 году — аспирантуру Литературного института им. А. М. Горького.
В 2012—2013 годах учился на Высших курсах сценаристов и режиссёров, в мастерской режиссёров игрового кино под руководством В. И. Хотиненко, П. К. Финна, В. А. Фенченко, в 2023 году защитил диплом.
Член Союза писателей России с 2001 года.
Член-корреспондент Академии Поэзии с 2001 года (Устинов, Валентин Алексеевич — президент Академии поэзии).
С сентября 2002 года — редактор и составитель легендарного журнала «Подвиг», одного из немногих изданий, которые удовлетворяли потребность советского читателя в остросюжетной литературе (на страницах «Подвига» увидели свет многие произведения Юлиана Семёнова, братьев Вайнеров, Василя Быкова, Валентина Пикуля и других знаменитых советских писателей).
С 2005 по 2008 годы — главный редактор. В период работы в «Подвиге» Михаила Крупина в журнале опубликованы новые произведения Бориса Васильева, Юрия Бондарева, Владимира Карпова, Кира Булычёва, Юрия Короткова, Виктора Пронина и многих других.
С 2008 года — Генеральный директор ООО «Кинокомпания „Держава“».

## Публикации в периодических литературно-художественных изданиях
- «Переворот. Приказная черемуха. Свободный вклад», рассказы, журнал «Москва», № 10, 2005 г.
- «Синяя краска для пойманных птиц» повесть, журнал «Наш современник» № 9, 2006 г., М.
- «…Камни там вопиют», «Новая газета» № 99, 2013 г.
- «Рай зверей» (главы из романа), журнал «Воин России», № 8, 2001, М.
- «Свободный вклад», рассказы, Международный литературно-художественный журнал «Всерусский Собор» № 2, 2005 г.
- Стихотворения, журнал «Литературная учёба», 2006 г.
- «Под ясным небом», повесть, журнал «Жеглов-Шарапов и Ко» № 1, 2006 г.
- Михаил Крупин, Колонка на троих,«Литературная газета» 12-18 сент 2007 № 36 (6316)
- «Литературная Россия», «Летопись ясной земли», о поэзии Юрия Минералова
- «Литературная газета» 2001 г., «Перламутровый атом», о поэзии Юрия Кублановского
- «День литературы» 2007 г., «Русские блики или жанр, которого ждали»
- «Литературная Россия» — Последняя звезда / М. Крупин // — 2003. — № 47.
- Михаил Крупин, Стихи, , газета «Российский писатель» № 19-20 (94-95) ноябрь 2004 г.
- Михаил Крупин, Стихотворения, газета «Российский писатель» № 11 (38) июнь 2002 г.
- Михаил Крупин, Русские мы друг другу,Литературная газета, № 42 (6435) (23-10-2013).
- Михаил Крупин, Воспоминание о солнце, журнал «Юность», № 12 (707) 2014 г.

## Публикации в электронных СМИ
- «Когда над родиной едва погаснет день…» (Размышление о книге стихов Алексея Шорохова)
- «…Камни там вопиют» «Новая газета» № 99 от 6 Сентября 2013 года
- «Свободный вклад». Из цикла Характеры Смутного времени.
- «Русские блики или Жанр, который ждали» О книге фотостихотворений Сергея Дмитриева
- «Последняя звезда». О поэзии Валентина Сорокина

## Отзывы критиков
- «...Трилогия Михаила Крупина о Смутном времени принадлежит литературе, способной увлечь самого недоверчивого читателя. Во-первых, написана прекрасным языком, живым, сочным, с головой погружающим в реальность того времени. Восхитительны, например, описания царской охоты или высадки боевого десанта на берег реки. Описания вообще сложно даются современным писателям, Крупин владеет этой формой безупречно. Во-вторых, трилогия ненавязчиво, нелобово, ни на секунду не отходя от исторического контекста, заставляет вас думать о современности. О зыбкости и метафизической непредсказуемости государственной власти… И наконец, читать прозу Крупина как смотреть хорошее кино – не оторвешься. Готовая сценарная основа всегда идет только на пользу современной прозе».

Павел Басинский (предисловие к роману "Смутьян-царевич". изд. "Вече". 2018)
- «…Михаил Крупин – один из немногих, кто нашёл лучшие слова, чтоб рассказать о том, что случилось с нами в последние годы и в прошлый век. Горькие слова, но точные. Нет, плакать о погибели матушки-Руси пытались многие, только это почти никогда не становилось поэзией. А Крупин... один из редких случаев за последние годы, когда до мурашек стихи трогают».

Захар Прилепин предисловие к книге М. Крупина «Два слова о полку», Вече, Моска, 2017
- «…Михаил Крупин нам раскрывает вокруг легендарной фигуры Самозванца, выказанной совершенно по-иному, по особому, саму Русь — столь же „далекую“, как нынче, ослабленную, подчиненную, но которую писатель не перестает по-сыновни любить».

Юрий Бондарев («Русские писатели-реалисты XXI века», 2005)
- «Секрет обаяния исторической прозы Михаила Крупина в ритме, мелодике, звуковой инструментовке — то есть в скрытых атрибутах поэзии… Неуловимая, прячущаяся между слов, между строк улыбка придает его прозе особый колорит, мы сразу начинаем различать подле персонажей нашего современника… События развиваются с неизменной юмористической подсветкой…»

Марина Кулакова (журнал «Знамя», № 1, 1995)
- «Дилогия Михаила Крупина — о Человеке метаисторическом. Каждый из героев романа суть герой-идея, герой-символ… Подобный „символизм“ приобретает выразительность, выпуклость барельефа именно на отдалении нескольких веков… Затея романа Крупина близкородственна авторской сказке, философской притче. Но, если драмы-сказки Шварца или Горина заведомо афористичны, нарочито-условны и пародийны в отношении реальности, то здесь едва ли не маниакальная приверженность исторической детали рождает странное, бесспорно новое и при этом совершенно органичное пространство „притчевого реализма“. Любовные сцены выстроены в романе как положения единой теоремы, призванной вывести законы глубинного родства грешного человеческого естества и „государственного комплекса чувств“… Если Фрейд полагает львиную долю человеческих идей надстройкой над половой сферой, сублимацией сексуальности, Крупин запросто переворачивает „порочную“ формулу: в основе каждого романного соития — дьявольская идея. Очень простая, сидящая в подкорке у всех этих любвеобильных (и натужно-аскетичных) бояр, боярышень, солдат… Только у Крупина это не называется, а показывается».

Ирина Тарасова (журнал «Москва», № 12, 2003)
- «Примечательный в языковом и интеллектуальном плане роман молодого прозаика Михаила Крупина „Самозванец“ посвящён событиям Смутного времени и, в том числе, запутанным и неоднозначным отношениям, складывающимся издавна между Россией и Польшей… Книга напоминает нам о неизбежных лишениях, вызываемых невнятно выраженной политической волей».

Сергей Казначеев (Сборник статей Международной научной конференции в Гданьске, 2002)
- «…В книге есть места, потрясающие каким-то глубоким осознанием — и созревания смуты и её преодоления именно в глубинах русского национального характера. ... Пожалуй, самое сильное ощущение, которое остается после прочтения стихов и прозы Михаила Крупина — это именно ощущение обнаженности нервной системы и самой души человеческой перед всепроникающим ветром времени».

Алексей Шорохов (газета «Российский писатель», 2002)
- "Это историческое полотно в равной степени является результатом серьёзных архивных исследований и авторского «вспоминания». Роль и доля вымысла хоть и весьма ощутимы, но вычленять их совсем не хочется. ... Это роман-воспоминание. Он написан языком густых и ярких диалогов, языком и натурализма, и метафоры, чем-то похожим на язык сновидения, но счастливо лишённым его болезненных и тягостных черт, прячущих концы смыслов в тёмную воду. …Роман-дилогия «Самозванец», на мой взгляд, вполне может быть достоин звания «национальный бестселлер». Он ведь к тому же и занимателен, и динамичен, и не менее, чем сама жизнь наполнен любовными тяготениями и отталкиваниями — живыми узлами и дорогами человеческих судеб. Это глубоко национальное произведение, оно посвящено истории России, истории русской государственности. Воплощает и исследует русский характер, в том числе и характер русского предпринимательства. ... Очень интересно стремление М. Крупина исследовать природу власти на примере самозванца. Тем паче природу власти в России.

Марина Кулакова («Литературная газета», 12-18 мая 2004 г.)
- Михаил Крупин
- Марина Кулакова , «Самозванец» Михаила Крупина — национальный «Лонгселлер»
- Юрий Иванович Минералов «История русской литературы. 90-е годы XX века» ,

Учебное пособие для ВУЗов, стр. 137—139, Москва, 2002 год, 216 страниц.
- Ирина Тарасова, «ВОЙНА ЛЮБВИ И ЗАКОНА» (о романе-дилогии М. Крупина «Рай зверей», «Окаянный престол», АСТ-Олимп, 2003),

журнал «Москва» № 12, 2003 г., рубрика «Московский обозреватель».
- Алексей Шорохов, «О Стихах Михаила Крупина», газета «Российский писатель» № 19-20 (94-95), ноябрь 2004 г.,стр.13.
- Алексей Шорохов, «О Михаиле Крупине», газета «Российский писатель» № 11 (38), июнь 2002 г., стр. 6
- Марина Кулакова, «ДИЛОГИЯ-ВОСПОМИНАНИЕ О САМОЗВАНЦЕ», «Литературная газета», 2004 г.
- Марина Кулакова, «НИЖНИЙ НОВГОРОД В КРАСКАХ И ОЧЕРТАНИЯХ: Под яркой глянцевой обложкой» (о романе Михаила Крупина «Самозванец»), журнал «Знамя», № 1, 1995 год
- Валентин Сорокин «Пошире надо глаза раскрыть» (о романе Михаила Крупина), газета «Московский литератор», 2002

## Книги
- «Самозванец» — исторический роман, 1994 г., издательство «Нижний Новгород».
- «Рай зверей» и «Правило ночное» — историческая дилогия, 2003 г. — изд. АСТ-Олимп.
- «Великий самозванец» — исторический роман, 2006 г., — издательство «Вече».
- «На золотом крыльце стреляли» — роман, 2006 г., издательство АСТ-Астрель.
- «Медитация с саблями» — мистический роман, 2007 г., издательство АСТ.
- «Дуэль на троих» — исторический роман, 2013 г., издательство «Вече».
- «Наше время» — Антология современной литературы России: поэзия, проза, драматургия писателей, родившихся в 60-е годы XX века. Москва, издательство журнала «Юность», Литературный институт им. А. М. Горького, 2013 г. — Михаил Крупин «От первого лица» (автобиографический очерк), «Синяя краска для пойманных птиц» (повесть).
- «Два слова о полку» — сборник стихов, 2017 г., издательство «Вече».
- «Окаянный престол», «Смутьян-царевич», «Чертольские ворота» — трилогия исторических романов, 2018 г., издательство «Вече»
- «Никита Михалков. Он русский, это многое объясняет...» — роман-биография, 2018 г., издательство «Молодая гвардия». По версии Павла Басинского в «РГ-Неделя» книга вошла в «5 главных новинок» ММКВЯ.
- «Карен Шахназаров. Своя тайна» — роман-биография, 2020 г., издательство «Вече».

## Награды и премии
- В 1995 году роман «Самозванец» был выдвинут на Премию Букера (номинировал Карен Ашотович Степанян, заведующий отделом критики журнала «Знамя») и дошел до финала.
- Лауреат Первого Литературного конкурса имени К. М. Нефедьева 2001 г. в Магнитогорске.
- Лауреат Премии «За возрождение России» (в номинации «Лучшее литературное произведение за 2005 год»).
- Лауреат Всероссийской литературной премии им. В. Я. Шишкова за 2006 год.
- «Медаль А. С. Грибоедова» № 7 от Московской организации Союза писателей России (16 декабря 2009).
- Финалист Григорьевской поэтической премии (2015, Санкт-Петербург)
- Лауреат  Международной премии имени Валентина Пикуля за 2017 год.

## Об авторах «Подвига»
- Огней так много «золотых» (Евгений КАМИНСКИЙ «Раба огня», «Подвиг» № 5, 2003)
- КОЛЕСА, КРЫЛЬЯ, ПАРУСА… (Андрей ДЫШЕВ «Код спасения» («Моя любимая дура»), «Подвиг» № 1, 2003)
- ДЕЛО ЖИТЕЙСКОЕ (Людмила ДМИТРИЕВА «Скользкая лестница», «Подвиг» № 1, 2003)
- ИСТОРИЯ ОДНОЙ УЛЫБКИ (Андрей ЕЛЕЦКИЙ, «Улыбка джокера», «Подвиг» № 2, 2003)
- ОБОЮДООСТРОЕ ОРУЖИЕ (Василий ГОЛОВАЧЕВ «Два меча», «Подвиг» № 2, 2003)
- ПОЛЕТ НАД ГНЕЗДОМ ОЛИГАРХА (Виктор ЛЕВАШОВ «Журналюга», «Подвиг» № 6, 2003)
- ВЕНДЕТТА ПО-ГОЛЛИВУДСКИ,или УНИЧТОЖЕНИЕ МУЖА (Эдуард ХОХ «Подставить Леопольда», «Подвиг» № 6, 2003)
- ПИАРОВЛАСТИЕ или НАРОД НЕ ПРОТИВ (Михаил ЛОГИНОВ «Выборы по заказу», «Подвиг» № 9, 2003)
- ЖИЗНЬ МЕНЬШЕ, ЧЕМ СТАВКА (Джон ЛУТЦ «Высокие ставки», «Подвиг» № 9, 2003)
- В ТЕЙПЕ НЕ БЕЗ УРОДА (Феликс ЭМ «Охота на волков», «Подвиг» № 10, 2003)
- БЕЗУМНЫЙ БЕНЗОВОЗ (Ричард МЭТЕСОН, «Поединок», «Подвиг» № 10, 2003)
- ИГРА НА ОККУПАЦИЮ (Андрей ДЫШЕВ «Игра на вымирание», «Подвиг» № 8, 2003)
- СКАЗ ПРО ТО, КАК ВОЛХВЫ АРГОНАВТАМ ПОМОГАЛИ (Василий ГОЛОВАЧЕВ «Беспощадный», «Подвиг» № 7, 2003)
- НИКОГДА НЕ РАЗГОВАРИВАЙТЕ С НЕЗНАКОМЫМИ ТЮЛЕНЯМИ (Фобс БРЭМБЛ «Отпуск», «Подвиг» № 7, 2003)
- ЧУЖОЙ СРЕДИ СВОИХ (Джон Д. МАКДОНАЛЬД «Похмелье», «Подвиг» № 7, 2003)
- СТАРЫЙ НОВЫЙ… ДОЛГ(Петр АКИМОВ «Старый должок», роман, «Подвиг» № 10, 2002)
- ПРОДЕЛКИ ХИТРОУМНОГО БАНКИРА (Йоханнес Марио ЗИММЕЛЬ «Пятый угол», «Подвиг» № 3, 2004)
- МИР МЕЧЕЙ (Василий ГОЛОВАЧЕВ «Мечи мира», «Подвиг» № 3, 2004)
- ГДЕ ЖЕ РИТЧИ? (Джек РИТЧИ «Где же Эмили?», «Подвиг» № 2, 2004)

## Кино и ТВ
режиссёр и сценарист фильмов:
- 2008 - «Белый паровоз», сценарист (реж. П. Снисаренко)
- 2009 - «И была война», сценарист (войдя в конфликт с режиссером, снял свою фамилию из титров)
- 2010 - «Однажды в Бабен-Бабене» («Амазонки из глубинки»), сценарист и режиссёр
- 2013 - «Часы Калиостро», сценарист и режиссёр
- 2019 - «Поющий вагон Победы»[1], режиссер (5,4 млн просмотров на utube)
- 2021 - «Победа обязательно будет»[2], режиссер
- 2023 - «Настоящий Дед Мороз[3]», сценарист, режиссер

## Театр
Независимым драматическим театром Ростова-на-Дону осуществлена постановка исторической драмы «Святослав. Иду на Вы», созданной Михаилом Крупиным в соавторстве с Михаилом Задорновым. В центре пьесы фигура русского князя Святослава Игоревича. 8 мая 2015 года состоялась премьера спектакля. 
По заказу Владимирского академического областного театра драмы М. Крупиным написана и поставлена в 2021 году пьеса об Александре Невском «Александр. Прибытие в Каракорум» к 800-летию великого князя-полководца. Спектакль имел широкий резонанс в центральных СМИ — в "Литературной газете", "Свободной прессе" и др.